# Psilotreta falcula
Psilotreta falcula är en nattsländeart som beskrevs av Lazar Botosaneanu 1970. Psilotreta falcula ingår i släktet Psilotreta och familjen böjrörsnattsländor. Inga underarter finns listade i Catalogue of Life.